# Comisión Nacional de Riego
La Comisión Nacional de Riego (también conocida por su acrónimo, CNR) es un servicio público chileno, dependiente del Ministerio de Agricultura (Minagri). Fue creado en septiembre de 1975, en calidad de persona jurídica y cuyo principal objetivo es asegurar el incremento y mejoramiento de la superficie regada del país. Desde 1985 administra la ley Nº18.450 de Fomento a la Inversión Privada en Obras de Riego y Drenaje y, a través de sus concursos, siembra el desarrollo agrícola de los productores del país.
En la actualidad la CNR está dirigida por el ingeniero en recursos Naturales renovables y magíster en gestión y políticas públicas de la Universidad de Chile, Wilson Ureta Parraguez, quien es asesorado por los Coordinadores de Zona (CZ).

## Funciones
Las funciones de la Comisión Nacional de Riego son las siguientes:
- Contribuir a la formulación de la política de riego nacional
- Mejorar la eficiencia del riego a través de proyectos de desarrollo y transformación productiva.
- Focalizar los esfuerzos hacia el desarrollo de regiones extremas del país y grupos de productores en situación vulnerable.
- Fomentar la inversión privada en obras de riego mediante la optimización de inversiones y asignación de subsidios en riego y drenaje.
- Evaluar la factibilidad técnica y económica de inversiones en obras rentables de riego de las cuencas hidrográficas del país.

## Objetivos
La Comisión Nacional de Riego tiene como propósito dirigir la acción pública en materia de riego, mediante la realización de estudios, proyectos, programas e instrumentos de fomento tendientes a incrementar y mejorar la superficie regada del país en un marco sustentable, social, económico y ambiental conforme a la normativa legal vigente y mejorando continuamente sus procesos. Asimismo, colaborar y coordinarse con instituciones que compartan sus objetivos con la finalidad de contribuir a mejorar la calidad de vida de los agricultores de Chile.

## Organización
La CNR, está organizada con un «Consejo de Ministros» integrado por los titulares de Agricultura —quien lo preside—; de Economía, Fomento y Turismo; de Hacienda; de Obras Públicas, y de Desarrollo Social y Familia. Además, cuenta con una Secretaría Ejecutiva, cuya función principal es ejecutar los acuerdos que el Consejo adopte. La Secretaría Ejecutiva está en cuatro departamentos operativos y un departamento ejecutivo que actúa como coordinador de los anteriores.

## Nota
1. ↑  El titular del Ministerio de Agricultura ejerce de jure como presidente del consejo directivo de la CNR.

### Redes sociales
- Comisión Nacional de Riego en X (antes Twitter)
- Comisión Nacional de Riego en Instagram

### Otros
- Archivos históricos de la Comisión Nacional de Riego
- Área de prensa de la Comisión Nacional de Riego
- Cuenta pública de la CNR; 2019
- Cuenta pública de la CNR; 2018
- Balance de Gestión Integral (BGI) de la Comisión Nacional de Riego en la Dipres
- CNR; Política General de Seguridad de la Información

- Datos: Q106358911